# Panagropsis secretata
Panagropsis secretata là một loài bướm đêm trong họ Geometridae.